# Un uomo, una città
Un uomo, una città è un film del 1974 diretto da Romolo Guerrieri.

## Trama
Michele Parrino, commissario della squadra mobile di Torino, affronta il lavoro con umanità, non ha paura dei pericoli legati alla sua professione, non si cura dei reati minori e tratta colleghi e sottoposti allo stesso modo.
Affiancato dall'amico Paolo Ferrero, sagace giornalista, sta per venire a capo di un losco giro di droga e prostituzione che coinvolge le alte sfere della Torino bene, ma un tempestivo trasferimento lo mette a tacere. Il commissario Parrino sa però come vendicarsi.

## Produzione
Il film è stato liberamente tratto dal romanzo Il commissario di Torino di Riccardo Marcato e Piero Novelli.
Prodotto dalla società di produzione di Mario Cecchi Gori e realizzato dal piemontese Luigi Rovere, il film è stato girato a Torino e nella provincia di Cuneo nei mesi di aprile e maggio 1974.
Il 14 Maggio 2018 il film è stato riproposto presso il Cinema Massimo di Torino e il Cinema Trevi di Roma in occasione della pubblicazione del libro Un uomo, una città. Il commissario di Torino a cura di Alessandro Rota, in cui alla ristampa del romanzo originale del 1973 viene affiancato un saggio che illustra tutte le curiosità relative alla lavorazione del film. Nel volume vengono incluse fotografie di scena inedite e testimonianze del regista Romolo Guerrieri, dello scenografo Eugenio Liverani, dell'interprete Raffaele Curi e di molte altre persone che hanno preso parte al film. La sera dell'11 aprile 2024 il film è stato nuovamente proiettato a Torino in occasione del suo cinquantenario, a cura del Glocal Film Festival, con la presenza del regista.

## Distribuzione
Distribuito nei cinema italiani il 25 ottobre 1974, il film ha incassato complessivamente 1.309.698.000 lire dell'epoca.